# Pan golçat
El pan golçat és una mena de pa amb oli, sal i all típic de la cuina occitana. El pa es llesca, i les llesques es freguen amb mig gra d'all (s'engradallen) i després se salen i s'amaneixen amb oli d'oliva. Cap a la banda atlàntica d'Occitània n'existeix una versió idèntica, però en la qual l'oli és reemplaçat per greix d'oca i que es diu regalet.